# 袁大头
袁大头是对正面镌有袁世凯像、背面铸有嘉禾图样的中国银币的俗称。袁大头于1914年（民国三年）开始铸造，也是1949年（民國三十八年）前中国政府发行的银币中发行量最大且存世量最多者。袁大头有民国三年、八年、九年和十年版，其中又以民国三年版存世量最大。

## 历史
1912年（民國元年、宣統3年），清宣統退位，中华民国成立。由于当时的中国币制混乱，除了清朝龍銀之外，佛銀、鷹洋等貿易銀更是四處流通，碎銀也是民間生活的常用貨幣，加上袁世凯本人急于筹措军费及提高个人声望，故1914年（民國三年）2月7日，北洋政府推出《国币条例》及《国币条例施行细则》，规定确立银本位货币制度，定国币壹圆重库平七钱二分（27克），含纯银89%，其余为铜，又定1元=10角=100分=1,000厘。由于硬币正面均铸有袁世凯侧面像，故新国币有了“袁大头”的俗称。袁大头先由天津造币厂开始铸造，之后广东、武昌、南京等地的造币厂也开始铸造。由于币形统一、成色准确，袁大头很快通行全国。
尽管袁世凯本人因准备称帝遭到舆论反对而病故，但因袁大头规格划一、成色合标，再加上军阀混战，接下來的新任北洋政府也无暇顾及设计新币，其流通使用并未受到影响。1919年至1921年（民国八年、九年和十年），北洋政府又连续三年铸造了袁大头硬币。1933年（民國二十二年），国民政府宣布废两改元，开始铸造“船洋”银元，但“袁大头”仍在民间流通，即使法币面世之后也是如此。随着通货膨胀愈演愈烈，包括袁大头在内的各種银元又重新成为民间硬通货。
1949年中华人民共和国成立之后，中央人民政府即开始收兑银元。1953年，中国人民银行颁布《中国人民银行为调整全国白银、银元收兑办法及牌价由》，规定凡实际重量不低于0.82市两、成色不低于84%者，一律按银元收兑，每枚10,000元（旧人民币，新币1元=旧币10,000元，下同）；其他则按照含银量收兑，每两白银12,500元。
但在西藏，袁大头仍流通了一段时间。1951年，中国人民解放军进驻西藏。为解决西藏地区货币不足的情况，中央人民政府又委托沈阳造币厂和成都造币厂铸造了一批民国三年O版三角圓袁大头，以“O”版和“三角圓”為暗記，供当地使用，直至1959年藏区骚乱后由人民币取代。

## 图案、面额及版本
袁大头正面均为铸造年份（民国三年版为“中华民国三年”，其余版本为“中华民国×年造”）及袁世凯像；背面为嘉禾图案及面值，壹圆硬币以外上方还有“每×枚当壹圆”字样。不同币值使用的材质不同，其中壹圆、中圆（即半圆）、贰角、壹角为银币，伍分为镍币，贰分、壹分、伍厘、贰厘、壹厘为铜币。
袁大头版本众多。据统计，包括各种图案微调、加盖印记的版本，仅官方铸造的袁大头就有100余种。另外，也有地方政权私铸或者改制的袁大头，如甘肃省曾自行铸造添加“甘肃”字样的民国三年版袁大头，中华苏维埃共和国也曾发行加盖“苏维埃”文字的民国三年版袁大头。